# Projecte Llibre Blau
El Projecte Llibre Blau va ser una sèrie d'estudis sobre ovnis per part de la Força Aèria dels Estats Units d'Amèrica (USAF). Va començar el 1952 i va estar actiu fins al gener de 1970. L'objectiu del Projecte Llibre Blau era determinar si els ovnis eren una amenaça potencial per a la seguretat nacional. Es van recollir, analitzar i arxivar milers d'informes ovni.